# Секвойя (вождь)
Секво́йя (англ. Sequoyah, чероки ᏍᏏᏆᏱ Ssiquayi, чероки ᎭᏫᎾᏗᏢ Hawinaditlv), он же Джордж Гесс, Гест или Гист (George Guess, Guest или Gist; ок. 1760 или 1770 — между 1843 и 1845 годами) — вождь индейского племени чероки, изобретатель слоговой азбуки чероки (1826 год), основатель газеты «Чероки Феникс» на языке чероки (1828 год).

## Краткая биография

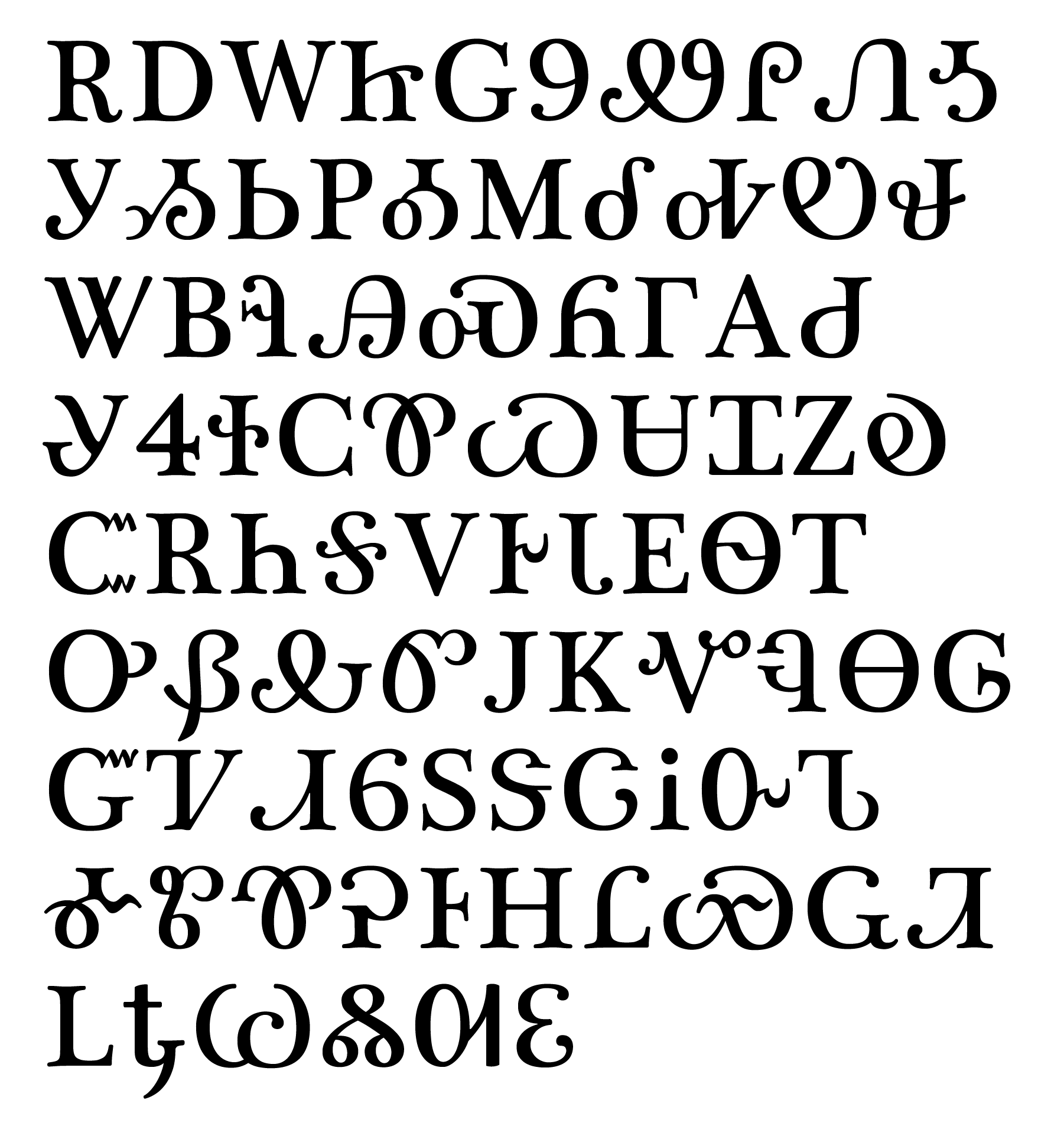
Слоговая азбука Секвойи в первом оригинальном начертании.

Секвойя родился около 1760 или в 1770 году от женщины из народа чероки и неизвестного отца — вероятно, белого или метиса. Место его рождения неизвестно; это может быть деревня Таскеги в Теннесси. С детства хромал, что не помешало ему служить в армии. В 1809 году он переехал в Виллстаун, штат Алабама, где стал кузнецом и мастером серебряных дел.
Тогда же он, не знавший английского языка, но имевший возможность видеть, как американцы пользуются письменностью, после 1810 года приступил к разработке системы письма для языка чероки. Сначала он пытался разработать иероглифическое письмо, но затем решил создать слоговую азбуку. Сперва он придумал 200 силлабических знаков, но затем сократил их количество.
В разработанной им к 1821 году азбуке было 86 (ныне 85) символов, частично заимствованных из латинского (одним из источников для копирования знаков Секвойи был справочник по английскому правописанию, полученный им от школьного учителя — не умея читать по-английски, он сам придумывал новые фонетические значения для латинских букв) и, возможно, из кириллического алфавитов. Первой письму и чтению на родном языке была обучена его дочь Аёка. Изобретение было сперва встречено его соотечественниками с недоверием (знахари приняли его за одержимого), но на собрании воинов он сумел доказать полезность азбуки. К 1823 году письменность чероки стала общеупотребительной, и в 1825 году Нация Чероки дала ей официальный статус. Уже через год после появления письменности, в 1820 году, тысячи чероки научились писать и читать с помощью этого письма, а к 1830 году грамотны были уже 90 % индейцев этого народа.
В 1825 году Секвойя переехал на новую территорию чероки в Арканзас, где завёл кузницу. В 1828 году он участвовал в переговорах в Вашингтоне.
В 1830-х годах чероки и ещё четыре так называемых цивилизованных племени (чокто, чикасо, крики и семинолы) были принудительно выселены (Дорога слёз) западнее Миссисипи на Индейскую территорию (современная Оклахома). Поэтому Секвойя остаток жизни посвятил попыткам политического объединения чероки и выработки общей письменности для североамериканских индейцев, для чего посетил будущие Аризону, Нью-Мексико, а также Мексику, где и умер между 1843 и 1845 годами в возрасте порядка 80 лет. Точное место его захоронения неизвестно.
Австрийский ботаник Штефан Эндлихер назвал в его честь род Секвойя (Sequoia): хвойные деревья с Тихоокеанского побережья Северной Америки, достигающие высоты более 110 м — самые высокие растения на Земле (наряду с эвкалиптом). Хижина Секвойи — дом-музей в Оклахоме.

## В культуре и искусстве
Образ исторического вождя племени чероки упоминался в научно-фантастическом романе американского писателя Дэвида Брина «Прыжок в солнце» из концептуального литературного цикла «Сага о Возвышении», где в одном из эпизодов главный герой Джейкоб Демва описывает историю борьбы племени чероки за свою независимость, начиная с раннего нового времени, ссылаясь на факт своего прямого происхождения от вождя Секвойи. Несмотря на литературный вымысел этого факта, автор книги всё же передал некоторые весьма достоверные факты из биографии вождя индейского племени.
В Капитолии США находится бронзовая скульптура Секвойи работы Лавинии Рим.
В 1939 году в Библиотеке Конгресса была установлена бронзовая панель с рельефной фигурой Секвойи работы Ли Лори.

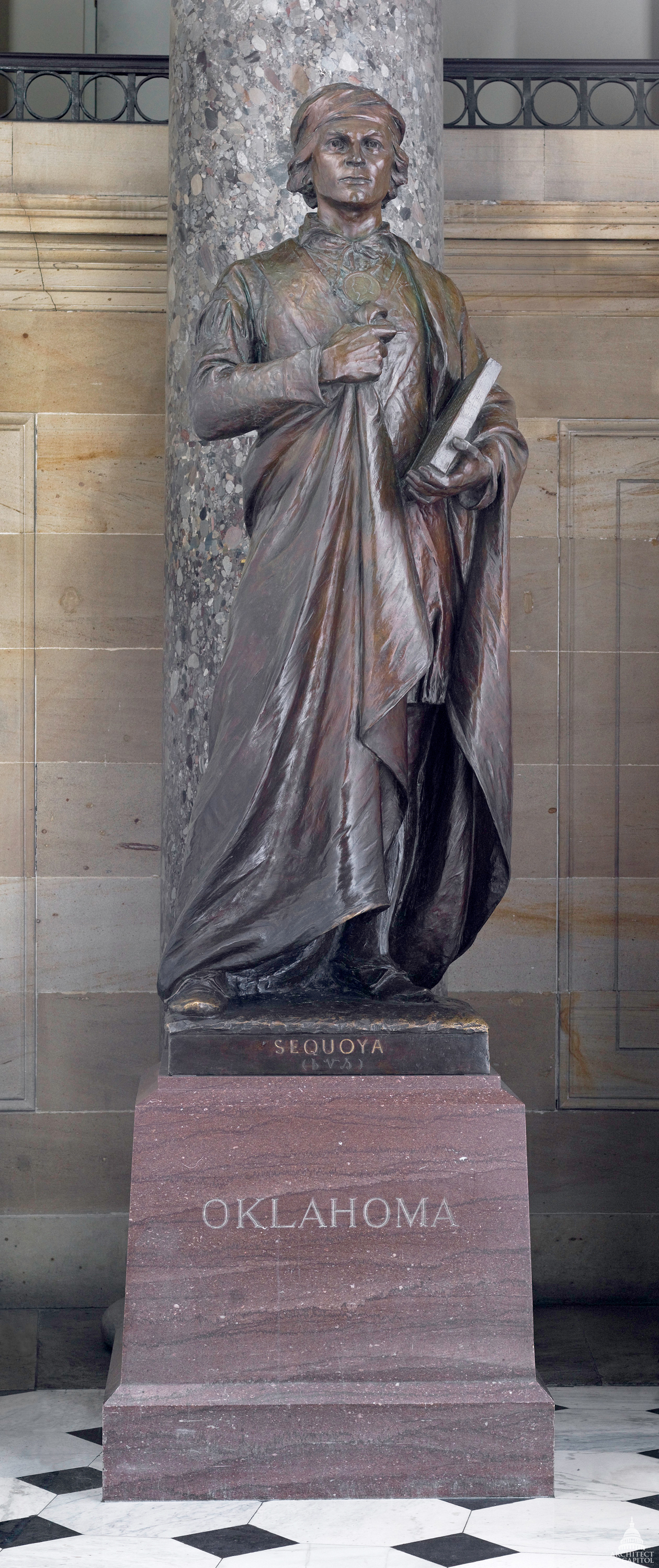
Скульптура в Капитолии США
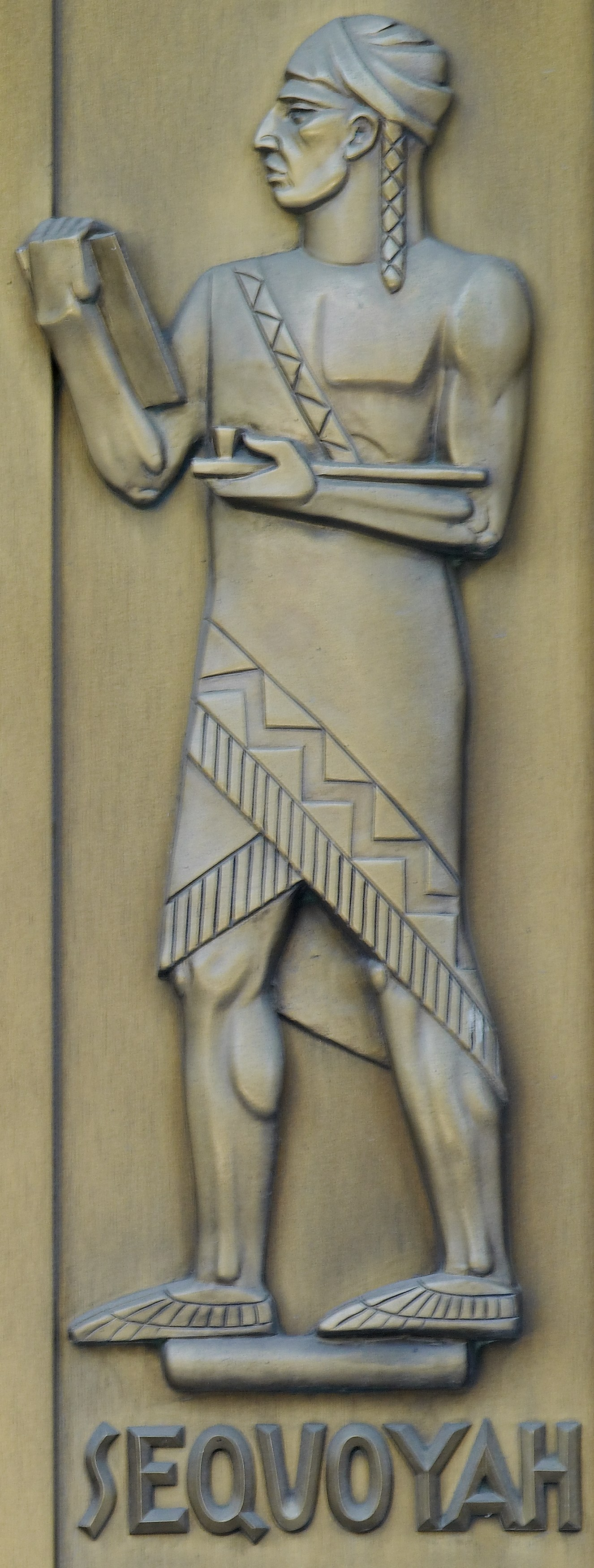
Бронзовая панель, изображающая Секвойю. Ли Лори